# أليشا واينرايت
أليشا إينا واينرايت (بالإنجليزية: Alisha Wainwright)‏ هي ممثلة أمريكية ولدت في يوم 14 مايو 1989 في مدينة أورلاندو لأب هاييتي وأم جامايكية. بدأت بتمثيل مقاطع سكيتش في يوتيوب وثم بدأت في التمثيل في مسلسلات نيتفليكس. مثلت في مسلسلات عقول إجرامية والسلاح القاتل وصائدو الظل ورايسن دايون.

## روابط خارجية
- أليشا واينرايت على موقع IMDb (الإنجليزية)
- أليشا واينرايت على موقع ألو سيني (الفرنسية)
- أليشا واينرايت على موقع قاعدة بيانات الفيلم (الإنجليزية)